# Polygnote (peintre sur vase)
Pour le peintre célèbre pour avoir notamment décoré la Lesché de Delphes, voir Polygnote.
Polygnote (actif entre environ 450 et 420 av. J.-C.) est un peintre grec sur vase à Athènes. Il est considéré comme l'un des plus importants peintres de vases de céramique attique à figures rouges de la période classique. Il a été formé dans l'atelier du peintre dit « des Niobides » et s'est spécialisé dans les vases de type monumental, à la manière de Polygnote de Thasos, dont il a probablement repris le nom.
Il a peint notamment de grands cratères et des amphores ainsi que des « pélikès ».
Outre ce peintre réputé, deux autres peintres sur vase portent le nom de Polygnote.

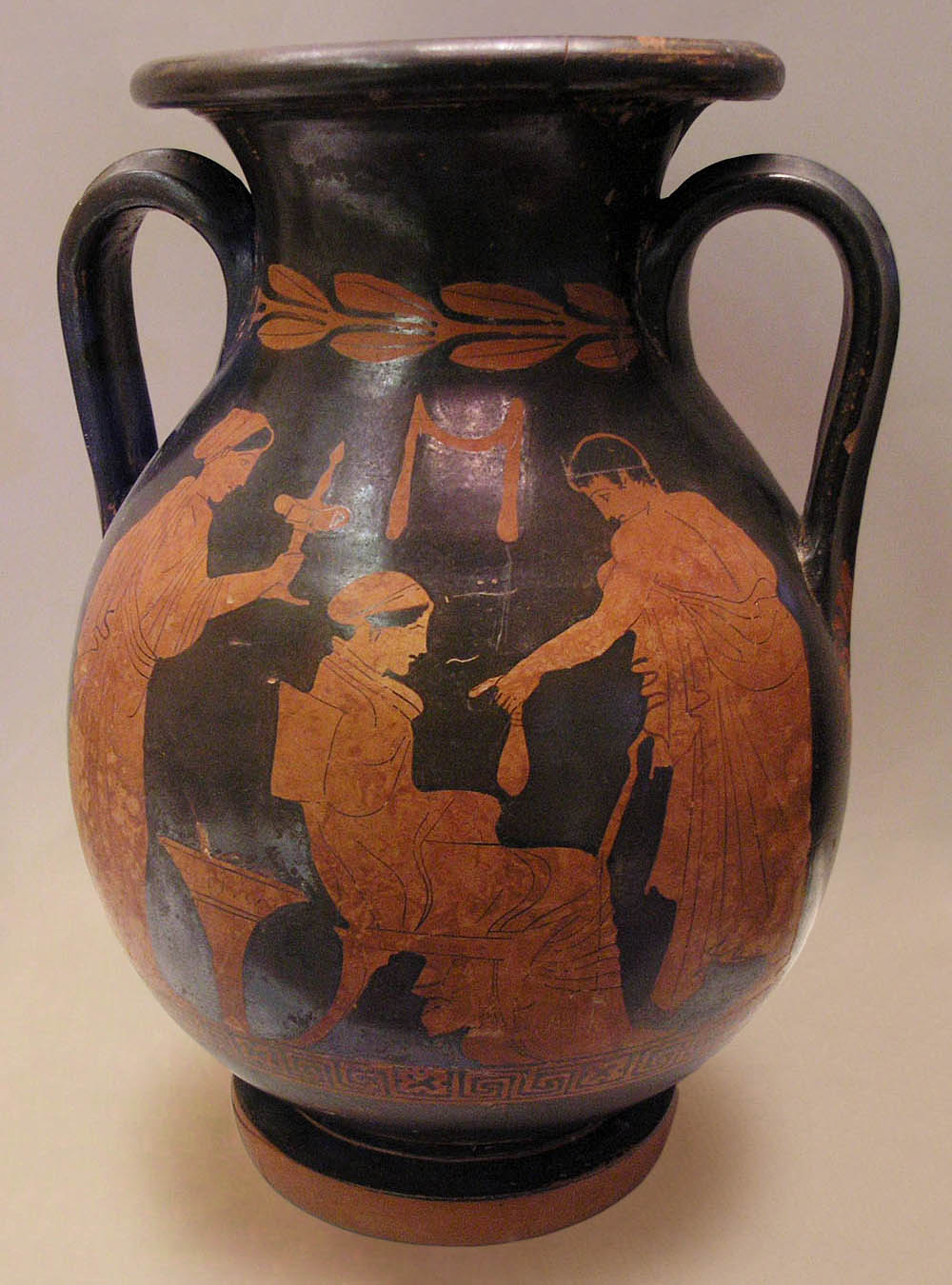
Jeune homme avec une hétaïre, Pelike de Polygnote. Musée national archéologique d'Athènes, 1441
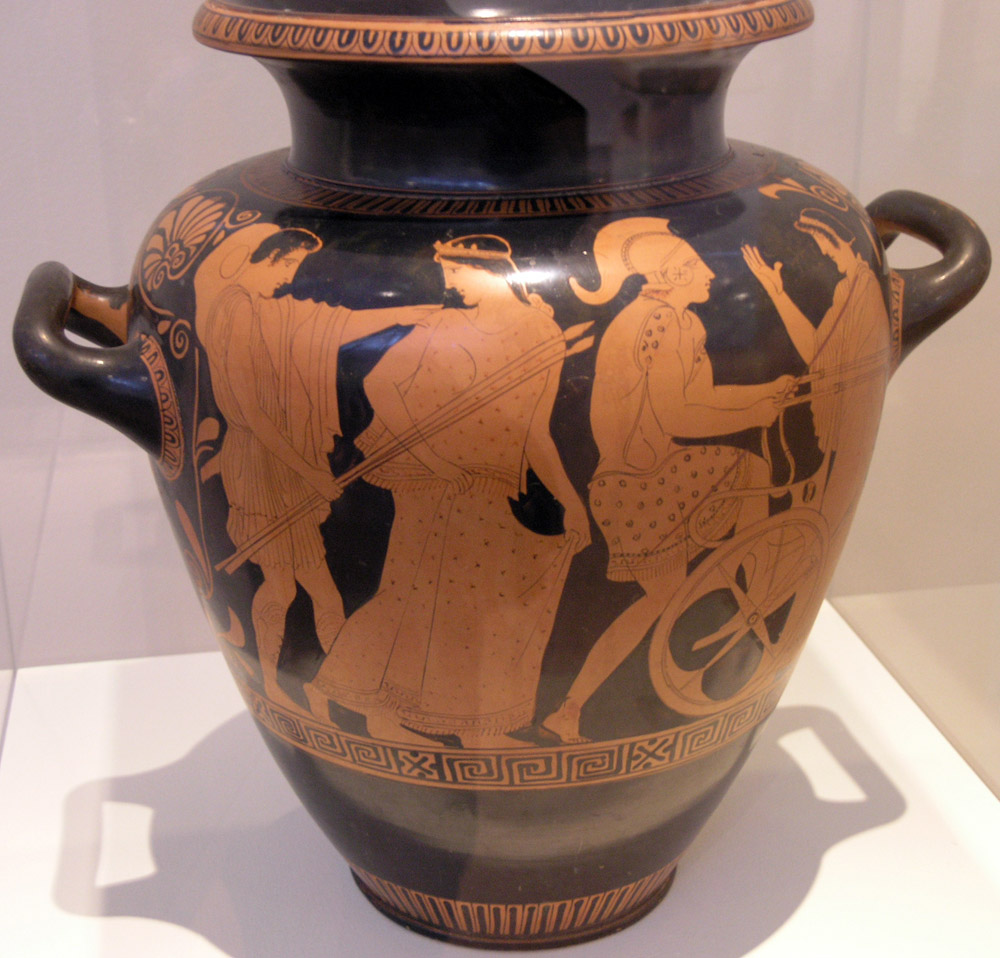
Thésée enlevant Hélène. Stamnos de Polygnote. Musée national archéologique d'Athènes, 18063.
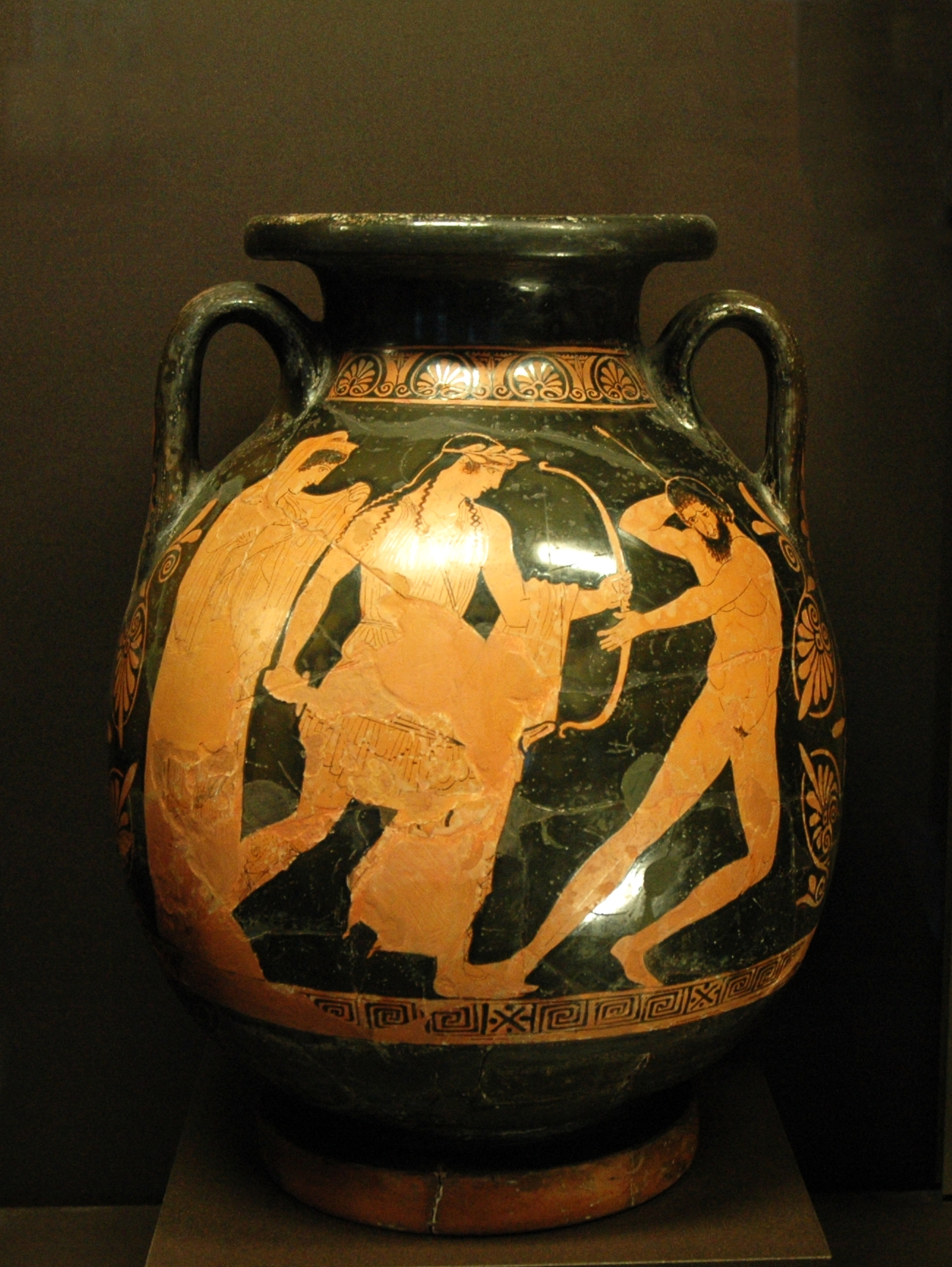
Apollon et Tityos. Pelike de Polygnote. Paris, Louvre G 375.